# Orbitestella parva
Orbitestella parva is een slakkensoort uit de familie van de Orbitestellidae. De wetenschappelijke naam van de soort is voor het eerst geldig gepubliceerd in 1924 door Finlay.